# Helmut Schmidt
Helmut Schimdt (Hamburg, Imperi Alemany, 23 de desembre de 1918 - Hamburg, 10 de novembre de 2015) 
fou un polític alemany i militant del SPD, Canceller d'Alemanya del 1974 al 1982 i ministre en diverses carteres.
De jove va participar en l'exèrcit alemany durant la Segona Guerra Mundial. Després va cursar estudis a la Universitat d'Hamburg, on es va llicenciar en ciències econòmiques. El 1953 va ser elegit diputat al Parlament de la República Federal Alemanya pel Partit Socialdemòcrata Alemany (SPD). Va ser Ministre de Defensa (1969-1972), i Ministre de Finances (1972-1974), durant el govern de Willy Brandt. El 1974 va succeir a Brandt com a canceller. Durant el seu mandat va crear el Fons Europeu de Desenvolupament Regional (FEDER), el 1975. Des del 1976 al 1982, va governar amb coalició amb el Partit Liberal Alemany (FDP), el 1982 el FDP va abandonar. La seva minoria al Parlament no va poder superar una moció de censura i va ser substituït el 1982, per Helmut Kohl.
Va viure al barri d'Hamburg de Langenhorn.